# Aigle Nkongsamba
El Aigle Nkongsamba es un equipo de fútbol de Camerún que milita en la Tercera División de Camerún, la tercera liga de fútbol más importante del país.

## Historia
Fue fundado en el año 1932 en la ciudad de Nkongsamba y han sido campeones de la Primera División de Camerún en 2 ocasiones, aunque no juegan en la máxima categoría desde la temporada 1999 cuando descendieron y empezaron su caída libre hasta las divisiones regionales. También han sido finalistas de la Copa de Camerún en 2 ocasiones, perdiendo ambas finales.
A nivel internacional han participado en 3 torneos continentales, en donde su mejor participación ha sido en la Copa Africana de Clubes Campeones 1972, en la que fueron eliminados en los cuartos de final por el TP Mazembe de la República Democrática del Congo.

## Palmarés
- Primera División de Camerún: 2

1971, 1994
- Cuarta División de Camerún: 1

2012
- Copa de Camerún: 0
  - Finalista: 2

1970, 1975

## Participación en competiciones de la CAF
| Temporada | Torneo                            | Ronda            | Club               | Casa | Visita | Global  |
| --------- | --------------------------------- | ---------------- | ------------------ | ---- | ------ | ------- |
| 1971      | Copa Africana de Clubes Campeones | 1                | Olympique Real     | 3-1  | 0-1    | 3-2     |
| 1971      | Copa Africana de Clubes Campeones | 2                | Dynamic Togolais   | 1-1  | 4-3    | 5-4     |
| 1971      | Copa Africana de Clubes Campeones | Cuartos de final | TP Mazembe         | 1-2  | 1-4    | 2-6     |
| 1995      | Copa Africana de Clubes Campeones | 1                | Étoile du Congo    | 1-0  | 2-3    | 3-3 (a) |
| 1995      | Copa Africana de Clubes Campeones | 2                | Express FC         | 1-0  | 0-3    | 1-3     |
| 2009      | Copa Confederación de la CAF      | 1                | ASF Bobo-Dioulasso | 2-0  | 1-2    | 2-3     |
| 2009      | Copa Confederación de la CAF      | 2                | Bayelsa United     | 1-0  | 0-5    | 1-5     |

## Jugadores

### Jugadores destacados
- Michel Kaham